# Razbore (Trebnje, Slovenija)
Razbore je naselje u slovenskoj Općini Trebnju. Razbore se nalazi u pokrajini Dolenjskoj i statističkoj regiji Jugoistočnoj Sloveniji. 

## Stanovništvo
Prema popisu stanovništva iz 2002. godine naselje je imalo 46 stanovnika.